# Constantine (serie televisiva)
Constantine è una serie televisiva statunitense trasmessa durante la stagione televisiva 2014-2015 dalla NBC.
La serie, basata sulla serie a fumetti Hellblazer, segue le vicende del detective del soprannaturale e cacciatore di mostri, demoni e fantasmi John Constantine (creato da Alan Moore sulle pagine di Swamp Thing), interpretato da Matt Ryan. La serie è stata cancellata il 7 maggio 2015. In Italia è andata in onda dal 28 settembre 2015 sul canale a pagamento Premium Action e dal 22 aprile 2016 in chiaro su Italia 1. Il personaggio di Constantine è poi comparso anche nel quinto episodio della quarta stagione di Arrow. Dopo una breve parentesi nella terza stagione, dalla quarta stagione diventa personaggio regolare nella serie Legends of Tomorrow unendosi alla squadra delle leggende capitanata da Sara Lance (Caity Lotz).

## Trama
John Constantine è un investigatore del paranormale, esperto dell'occulto e della magia, dal tormentato passato. Dopo molti anni passati a cacciare mostri e demoni di ogni sorta, aveva deciso di ritirarsi, ma ritorna sui suoi passi quando Liv Aberdine, figlia di un suo vecchio amico, viene presa di mira da un Elementale. Liv, infatti, è una chiaroveggente con la capacità di prevedere manifestazioni soprannaturali, e rappresenta perciò una minaccia per gli spiriti.

## Episodi
| Stagione       | Episodi | Prima TV originale | Prima TV Italia |
| -------------- | ------- | ------------------ | --------------- |
| Prima stagione | 13      | 2014-2015          | 2015            |

## Personaggi e interpreti

### Personaggi principali
- John Constantine, interpretato da Matt Ryan.
Investigatore dell'occulto e cacciatore di demoni, mostri e ogni sorta di creatura soprannaturale. Fin da piccolo, non ha avuto una vita facile ed è stato presto sviato dalla retta via. La sua passione per la magia e per l'occulto l'ha catapultato in un mondo oscuro e pericoloso che ha condannato la sua anima e gli ha procurato molti nemici, tra cui il demone Nergal, suo acerrimo nemico, collegato al suo oscuro passato. John è ben lungi dall'essere un uomo onesto, anzi è un personaggio ambiguo che cammina continuamente sull'orlo dell'Inferno ma, nonostante i suoi metodi poco ortodossi e il suo pessimo carattere, è in fondo un brav'uomo che vuole proteggere le persone dall'oscurità.
- Zed, interpretata da Angelica Celaya.
Dopo aver sognato John numerose volte, riesce a incontrarlo casualmente durante le sue indagini in un caso, e decide di accompagnarlo durante le sue avventure occulte.
- Chas Chandler, interpretato da Charles Halford.
È il più vecchio e migliore amico di John, con capacità di sopravvivenza sovrumane. Conscio dei guai in cui lui e Constantine si andranno a ficcare, Chas non mostra comunque paura e conosce l'occulto e i suoi punti deboli. Assiste John e fa spesso da tramite tra lui e le altre persone, fungendo anche da "coscienza" di Constantine. Gli fa anche da tassista dato che John non sa guidare.
- Manny, interpretato da Harold Perrineau.
È un angelo assegnato per proteggere e sorvegliare John.

### Personaggi secondari

#### The Newcastle Crew
- Ritchie Simpson, interpretato da Jeremy Davies, amico di John che lo aiuterà occasionalmente nel corso delle sue indagini, nonostante non voglia più avere nulla a che spartire con lui dopo gli eventi di Newcastle.
- Gary Lester, interpretato da Jonjo O'Neil, anch'esso amico di John, sconvolto e perseguitato dai sensi di colpa dopo gli eventi di Newcastle, si recherà da John in cerca di aiuto.
- "Sorella" Anne Marie, interpretata da Claire van der Boom, è una vecchia fiamma di John, che, tormentata dai sensi di colpa dopo Newcastle, fugge in Messico dove intraprende una vita spirituale per cercare perdono dai suoi peccati, diventando suora.

#### Altri
- Liv Aberdine (episodio pilota), interpretata da Lucy Griffiths.
Chiaroveggente che ha l'abilità di percepire il mondo soprannaturale, viene aiutata da John che ha promesso a suo padre, un vecchio amico del detective, di proteggerla. Decisamente restia a lasciarsi coinvolgere nel mondo della magia e a collaborare con Constantine, che considera un pazzo e uno stronzo arrogante, si rivelerà tuttavia fondamentale per Constantine.
- Nergal, interpretato da Joey Phillips, un antico dio babilonese degradato a demone, eterno nemico di Constantine, di cui fu il mentore. Anni fa ingannò John e si fece invocare da lui per salvare una bambina, Astra, in realtà Nergal la rapì e la trascinò all'Inferno. Da allora i due si danno la caccia a vicenda.
- Papa Midnite, interpretato da Michael James Shaw, è uno stregone voodoo malvagio, dal dono dell'immortalità: utilizza la magia per traffici e loschi affari con i quali si è arricchito.

## Produzione
Constantine è un adattamento televisivo di Hellblazer curato da Daniel Cerone, il quale ricopre i panni di show runner. Annunciato per la prima volta nel settembre 2013, il 13 gennaio 2014 la NBC ne ordinò un episodio pilota, la cui regia venne affidata a Neil Marshall.
Il 21 febbraio 2014 Matt Ryan fu ingaggiato per il ruolo del protagonista John Constantine, mentre il seguente 5 marzo si unirono al cast anche Lucy Griffiths, Harold Perrineau e Charles Halford, rispettivamente per i ruoli della chiaroveggente Liv, l'angelo Manny e Chas Chandler. Il 10 luglio 2014 fu annunciato che la co-protagonista Lucy Griffiths avrebbe lasciato il cast dopo i primi episodi per scelte creative dei produttori, e il suo personaggio sarebbe stato sostituito da Zed, già apparsa nei fumetti, designata a diventare nuovo braccio destro femminile del protagonista John Constantine. Il 13 luglio, per il ruolo di Zed, fu ingaggiata Angelica Celaya.
Il 5 settembre 2014 è stato annunciato che nella serie parteciperà, come personaggio ricorrente, anche Emmett Scanlan nel ruolo dello Spettro/Jim Corrigan.
La serie è girata ad Atlanta. Il 13 maggio 2014, dopo aver visionato il pilot, la NBC approvò la produzione di una prima stagione completa di tredici episodi, che ha debuttato il 24 ottobre 2014. Originalmente erano previsti 14 episodi della prima stagione, ma a causa della cancellazione della serie, l'ultimo episodio non è stato mai prodotto.
Anche se la serie è stata cancellata da NBC il 12 agosto 2015 viene reso noto che l'attore Matt Ryan interpreterà John Constantine nella quarta stagione di Arrow, rendendo quindi la serie parte dell'universo televisivo della DC Comics. Il 20 Marzo 2018 l'attore Matt Ryan viene promosso personaggio regular nella quarta stagione di Legends of Tomorrow. 

## Controversie
La serie è nata con la premessa di essere molto fedele al fumetto – al contrario del film del 2005 –, tuttavia, prima ancora del suo debutto televisivo, alcuni aspetti sono stati oggetto di critiche da parte dei fan dell'opera originaria. In particolare ha generato malcontento l'annuncio che, sul piccolo schermo, Constantine non avrebbe fumato quanto nei fumetti a causa di divieti da parte della rete televisiva, essendo il vizio del fumo il maggior tratto distintivo del protagonista, e che non sarebbe stato bisessuale ma eterosessuale.

## Candidature
- 2015 - Premio Emmy
  - Nomination Miglior scenografia per una serie contemporanea o fantasy